# Johann Hinna
Johann Hinna (* 1655 in Jestetten; † 9. Mai 1725 in Rheinheim) war ein Deutscher Bruderschaftsgründer und geistlicher Schriftsteller.

## Leben
Johann Hinna wurde 1655 in Jestetten geboren und wirkte ab 1684 als Pfarrer von Rheinheim. Johann Hinna gründete zu Beginn seiner Amtszeit als Vikar und Dekan eine Rosenkranz- und Xaverigesellschaft, die bis in das 20. Jahrhundert Bestand hatte. Hinna gelang es führende regionale Amtsträger in seine Gesellschaft einzubinden. Graf Johann Ludwig von Sulz stiftete 1687 dazu eine Marienstatue mit einem Untersatz von 15 Radien, die die Rosenkranzgeheimnisse berichteten.
Hinna verwahrte 1712 im zweiten Villmerger Krieg in Rheinheim das Archiv und den Kirchenschatz des Zurzacher Stiftes. 1713 verehrte Hinna dem Abt des Klosters Rheinau ein Kreuz mit zugeschriebener heilender Wirkung, gefertigt aus Erde vom Grab des Hl. Xavers, sowie von Erde, auf der der Hl. Xaver geschlafen hatte. Ein Schrein mit einer Eingeweidereliquie des Hl. Xaver, die Hinna aus Rom erlangte, ist im Altar der der Rheinheimer Kirche vorderseitig eingelassen. 1715 verfasste Hinna einen Xaverianischen Trost, der bei Johann Baptist Waltpart in Waldshut erschien. Am 9. Mai 1725 starb Hinna in seiner Gemeinde Rheinheim. Vor dem Hochaltar der Kirche von Rheinheim war nach Franz Xaver Kraus die Grabplatte des Dekans mit seinem einen Pferdekopf tragenden Wappen eingelassen. Sie wurde bei einer Renovation der Kirche im letzten Jahrhundert entfernt und deutlich abgetreten unter Verlust der Inschrift gegenüber der Kirche in der Mauer des alten Friedhofes eingebettet.
Johann Hinnas war ein Vertreter einer in Vorderösterreich nach dem Abzug der Franzosen von 1650 aufgekommenen Frömmigkeitsbewegung. Sein besonderer Einsatz galt der alten jesuitischen Mission, die er mit seiner Xaverianischen Bruderschaft förderte.

## Werke
- Paradisus sacerdotum in quo est arbor vitae fructiferens ss. varias preces ..., meditationes ... adjunctisque litaniis et administratione ss. sacramentorum, Xaver Straub, Konstanz, 1709.
- Xaverianischer Trost, das ist : Bruderschafft dess heiligen Francisci Xaverij, Waltpart, Waldshut, 1715.